# George Khoury
Dom George Khoury (em árabe: جورج خوري Tartus, 14 de fevereiro de 1970) é o atual Bispo eparca da Eparquia de Nossa Senhora do Paraíso dos Greco-Melquitas Católicos em São Paulo, com jurisdição sobre os fiéis greco-melquitas católicos de todo o Brasil. Nascido na Síria e naturalizado brasileiro, foi eleito bispo eparca em 17 de junho de 2019, por Sua Santidade o Papa Francisco. Anteriormente, foi pároco da Paróquia Greco-Melquita Católica de São Basílio e N. Sra. do Perpétuo Socorro no Rio de Janeiro. 
Sua ordenação ocorreu em 25 de agosto de 2019, na cidade de Safita, na Síria, pela imposição das mãos de Sua Beatitude Youssef I Absi, Patriarca Greco-Católico Melquita. Os co-consagradores foram os arcebispos greco-melquitas Jean-Abdo Arbach e Nicolas Antiba. Sua posse canônica (entronização) ocorreu em 22 de setembro de 2019, na cidade de São Paulo, na Catedral Nossa Senhora do Paraíso, durante celebração eucarística presidida por Sua Beatitude Youssef I Absi.

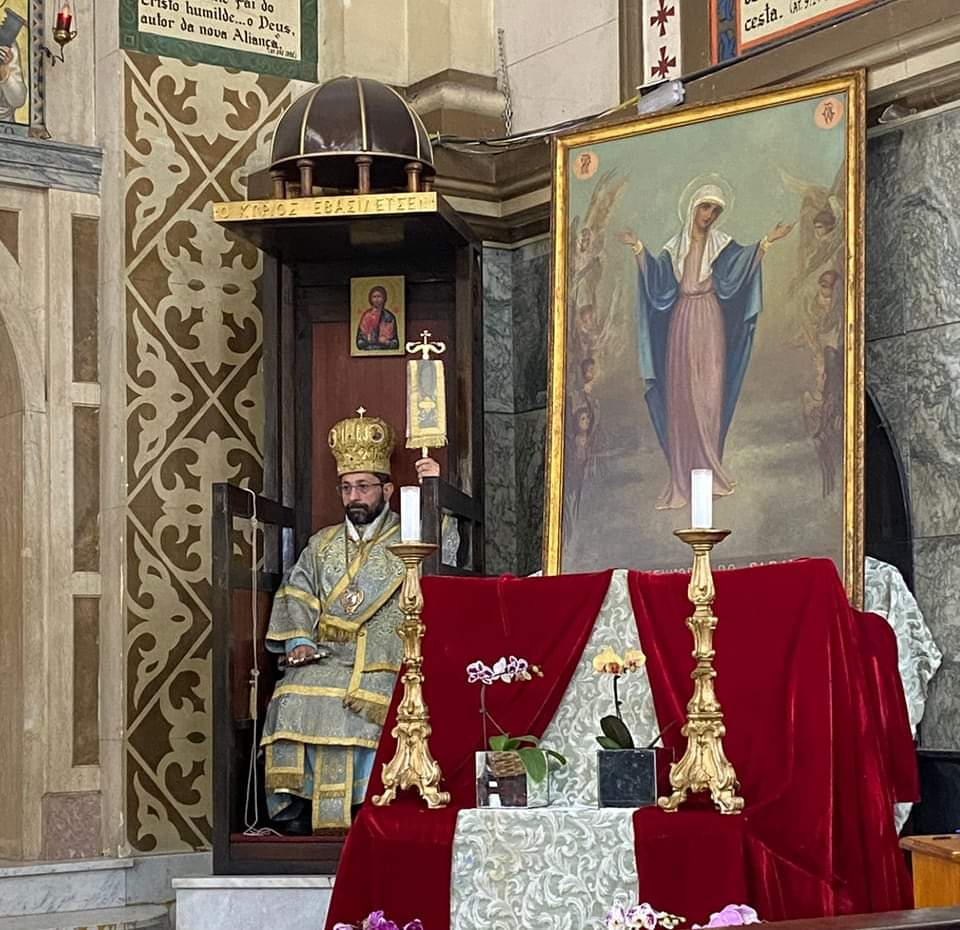
Dom George sentado em sua Catedra na Catedral de São Paulo